# Andezyn

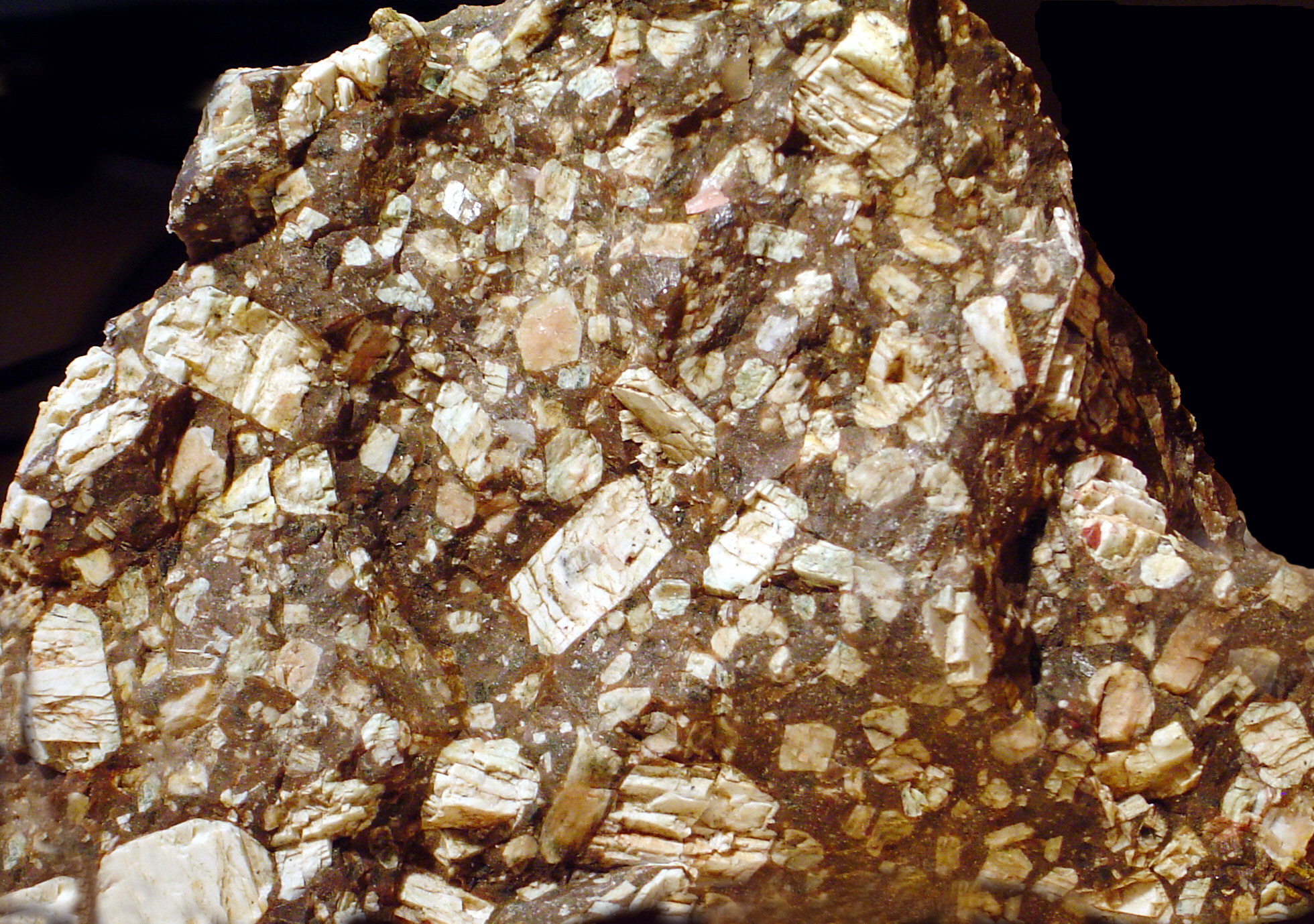

Andezyn – minerał z gromady krzemianów zaliczany do plagioklazów. Należy do grupy minerałów pospolitych.
Nazwa pochodzi od Andów, gdzie pospolicie występuje.

## Właściwości
Tworzy kryształy o pokroju tabliczkowym, najczęściej wrosłe, wykazujące zbliźniaczenia. Jest kruchy, przezroczysty, tworzy kryształy mieszane z albitem i anortytem.

## Występowanie
Występuje w niektórych skałach magmowych (diorytach, andezytach, sjenitach, trachitach), w skalach metamorficznych (amfibolitach, gnejsach i łupkach krystalicznych).
Miejsca występowania: Francja, Włochy, Niemcy, Japonia, Finlandia, Czechy, Rosja, USA, RPA, Grenlandia.
W Polsce – występuje na Dolnym Śląsku, w Pieninach.

## Zastosowanie
- ma znaczenie naukowe – służy do określania warunków i stopnia metamorfizmu
- ma znaczenie kolekcjonerskie